# Черга (структура даних)
Черга (англ. queue) — динамічна структура даних в програмуванні, що працює за принципом «перший прийшов — перший пішов» (англ. FIFO — first in, first out). У черги є голова (англ. head) та хвіст (англ. tail). Елемент, що додається до черги, опиняється в її хвості. Елемент, що видаляється з черги, знаходиться в її голові.
Така черга повністю аналогічна звичній «базарній» черзі, у якій  спочатку обслуговують того, хто прийшов першим, потім наступного і так далі.

## Основні операції з чергою
- англ. enqueue — "поставити в чергу". Операція додавання елемента в "хвіст" черги. При цьому довжина черги збільшується на одиницю. Якщо відбувається намагання додати елемент у вже заповнену чергу, відбувається її переповнення (англ. queue overflow).

- англ. dequeue — "отримання з черги". Операція, яка повертає елемент з голови та видаляє його з черги, таким чином встановлюючи голову на наступний за видаленим елемент та зменшуючи довжину на одиницю. При намаганні видалити елемент з пустої черги, виникає ситуація "незаповненість" (англ. queue underflow).

## Реалізація на мовах програмування
Черга може бути реалізована за допомогою масиву Q[1...n], в якому зберігаються дані та двох додаткових змінних head[Q] та tail[Q], в яких зберігаються індекси відповідно "голови" та "хвоста" черги, length[Q] -- довжина черги.
Тоді операції enqueue та dequeue запишуться так:
 ENQUEUE (Q, x)

 1 Q[tail[Q]] := x

 2 if tail[Q] = length[Q] 

 3 then tail[Q] := 1

 4 else tail[Q] := tail[Q] + 1
 DEQUEUE (Q)

 1 x := Q[head[Q]]

 2 if head[Q] = length[Q]

 3 then head[Q] := 1

 4 else head[Q] := head[Q] + 1 

 5 return x